# 長岡係数
長岡係数（ながおかけいすう、英語: Nagaoka coefficient）とは、無限長ソレノイドのインダクタンスを求める公式により、有限長ソレノイドのインダクタンスを求められるようにした係数であり、長岡半太郎によって提唱された。
無限長ソレノイドでは、アンペールの法則から、巻線の外側では磁場は恒等的に 0 、内側ではソレノイドの長さ方向に平行な成分のみで一定値を取るが、有限長ソレノイドでは、両端付近の巻線の影響や、磁性体の両端付近に現れる磁荷によって、巻線の外側でも磁場は 0 ではなくなり、内側でもソレノイドの長さ方向に平行な成分以外の成分が現れる。
コイルの半径に比較してソレノイドの長さが十分長い場合は、無限長ソレノイドの場合と磁場の分布は同じと仮定して計算しても、インダクタンスの計算値は良い近似値を与えるが、そうとは言えない場合の補正値が長岡係数である。

## 長岡係数を用いた有限長ソレノイドのインダクタンスの計算式
{\displaystyle L=K_{N}{\frac {\mu \pi r^{2}N^{2}}{\ell }}}
ここで、{\displaystyle L\,\!} [H] はインダクタンス、{\displaystyle K_{N}\,\!} は長岡係数 、{\displaystyle \mu \,\!} は磁性体の透磁率、{\displaystyle r\,\!} [m] はソレノイドの半径、{\displaystyle l\,\!} [m] はソレノイドの軸方向の長さ、{\displaystyle N\,\!} はソレノイドの全巻線数である。{\displaystyle K_{N}\,\!} = 1.0 の場合が無限長ソレノイドに対応する。

## 長岡係数を求める公式
長岡係数 {\displaystyle K_{N}\,\!} は，次の式で求められる。
{\displaystyle K_{N}={\frac {4}{3\pi {\sqrt {1-k^{2}}}}}\left({\frac {1-k^{2}}{k^{2}}}K(k)-{\frac {1-2k^{2}}{k^{2}}}E(k)-k\right)\,\!}
ただし、{\displaystyle k\,\!} は、
{\displaystyle {\frac {2r}{l}}={\frac {k}{\sqrt {1-k^{2}}}}\,\!}
で表される。
さらに、{\displaystyle K(k)\,\!} および {\displaystyle E(k)\,\!} はそれぞれ、{\displaystyle k\,\!} についての第一種完全楕円積分および第二種完全楕円積分である。

## 長岡係数の例
| 2r/l | 長岡係数                 |                          | 2r/l                     | 長岡係数                 |
| ---- | ------------------------ | ------------------------ | ------------------------ | ------------------------ |
| 0.0  | 1.000 (無限長ソレノイド) | 1.000 (無限長ソレノイド) | 1.000 (無限長ソレノイド) | 1.000 (無限長ソレノイド) |
| 0.1  | 0.959                    |                          | 1.0                      | 0.688                    |
| 0.2  | 0.920                    |                          | 1.2                      | 0.648                    |
| 0.3  | 0.884                    |                          | 1.5                      | 0.595                    |
| 0.4  | 0.850                    |                          | 2.0                      | 0.526                    |
| 0.5  | 0.818                    |                          | 3.0                      | 0.429                    |
| 0.6  | 0.789                    |                          | 4.0                      | 0.356                    |
| 0.7  | 0.761                    |                          | 6.0                      | 0.285                    |
| 0.8  | 0.735                    |                          | 8.0                      | 0.237                    |
| 0.9  | 0.711                    |                          | 10.0                     | 0.203                    |